# Pelatantheria
Pelatantheria es un género de orquídeas epifitas originarias de Assam hasta Taiwán. Comprende ocho especies descritas y  aceptadas. Se encuentra en  Asia desde la India a Japón y Malasia.

## Taxonomía
El género fue descrito por Henry Nicholas Ridley y publicado en Journal of the Linnean Society, Botany 32: 371. 1896.

## Especies aceptadas
A continuación se brinda un listado de las especies del género Pelatantheria aceptadas hasta marzo de 2013, ordenadas alfabéticamente. Para cada una se indica el nombre binomial seguido del autor, abreviado según las convenciones y usos.
- Pelatantheria bicuspidata   Tang & F.T.Wang, Acta Phytotax. Sin. 1: 101 (1951)
- Pelatantheria cristata   (Ridl.) Ridl., J. Linn. Soc., Bot. 32: 373 (1896)
- Pelatantheria ctenoglossum   Ridl., J. Linn. Soc., Bot. 32: 372 (1896)
- Pelatantheria eakroensis   Haager, Orchid Digest 57: 41 (1993)
- Pelatantheria insectifera   (Rchb.f.) Ridl., J. Linn. Soc., Bot. 32: 373 (1896)
- Pelatantheria rivesii   (Guillaumin) Tang & F.T.Wang, Acta Phytotax. Sin. 1: 101 (1951)
- Pelatantheria scolopendrifolia   (Makino) Aver., Bot. Zhurn. (Moscow & Leningrad) 73: 432 (1988)
- Pelatantheria woonchengii   P.O'Byrne, Malayan Orchid Rev. 43: 98 (2009)